# St. Johns, Saba
St. Johns är en ort på ön Saba i Karibiska Nederländerna. Den är belägen på den södra delen av ön, mellan The Bottom och Windwardside. Orten hade 229 invånare (2017), vilket gör St. Johns till öns minsta bosättning.